# Albatros krótkosterny

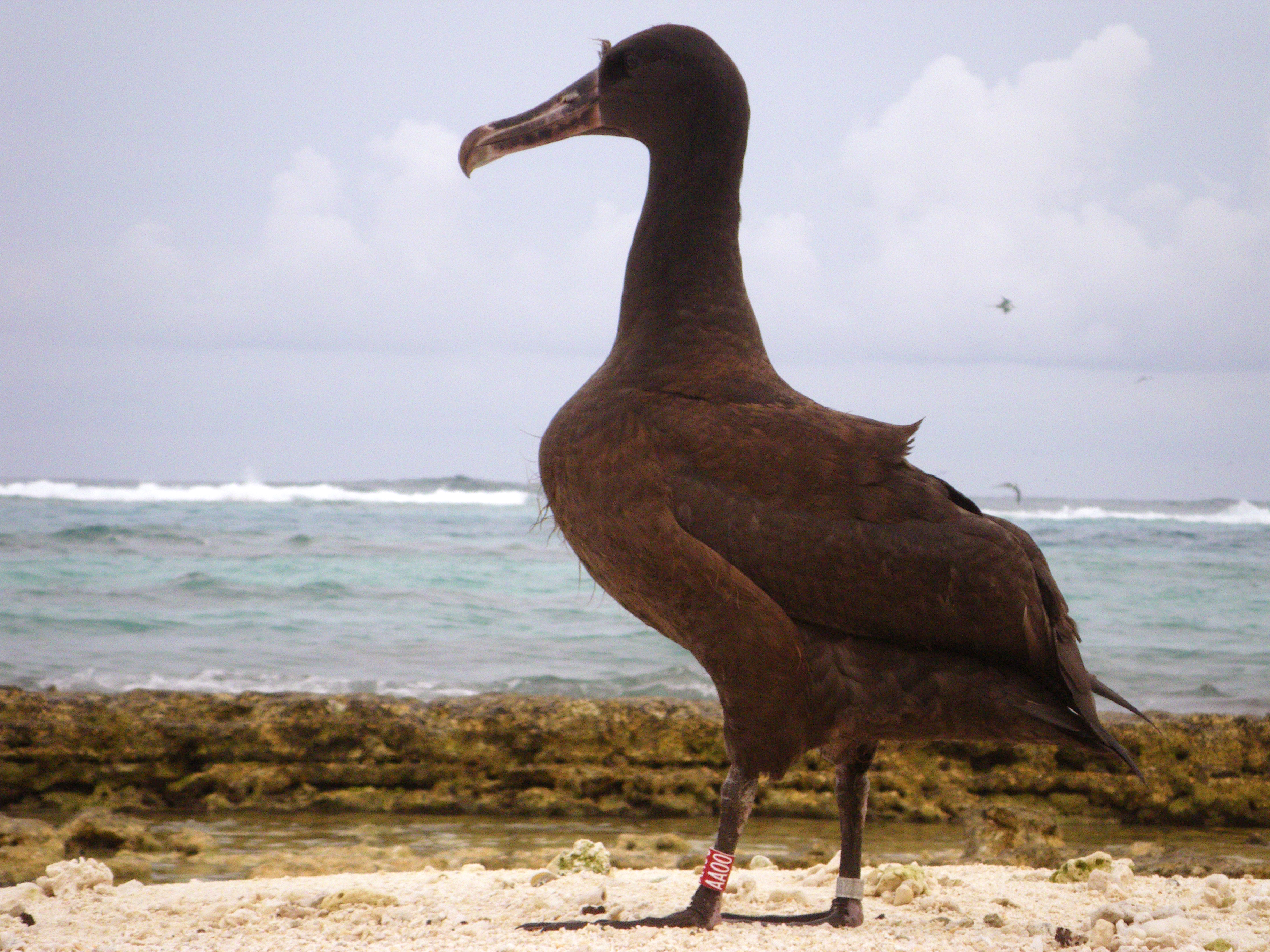
Osobnik młodociany. Widoczne obrączki na nogach.

Albatros krótkosterny (Phoebastria albatrus) – gatunek dużego ptaka morskiego z rodziny albatrosów (Diomedeidae). Jest narażony na wyginięcie. Występuje w północnej części Oceanu Spokojnego. Nie wyszczególnia się podgatunków.

## Zasięg występowania
Osobnik, na podstawie którego po raz pierwszy opisano ten gatunek w roku 1769, pochodził z okolic Kamczatki.
Albatros krótkosterny gniazduje na wyspie Tori-shima z archipelagu Wysp Izu oraz na dwóch położonych obok siebie wyspach z archipelagu Senkaku: Minami-kojima i Kita-kojima. Zasięg występowania pokrywa niemal cały północny Pacyfik, jednak największe zagęszczenie występuje w miejscach wypływu wód głębinowych na obrzeżach tego oceanu, szczególnie na wybrzeżach Japonii, wschodniej Rosji, Aleutów i Alaski. W okresie lęgowym, czyli od grudnia do maja, największe zagęszczenie występuje koło wybrzeży Japonii. Nadajniki satelitarne, które przyczepiano ptakom, pokazały, że po okresie lęgowym samice przebywały u wybrzeży Japonii i Rosji, a samce i osobniki młodociane wokół Aleutów, na Morzu Beringa oraz u wybrzeży Ameryki Północnej.
Na początku XX wieku około 5 milionów albatrosów krótkosternych zostało zabitych dla ich piór. Myślano, że wyginął, aż do roku 1951, kiedy odkryto kolonię lęgową na wyspie Tori-shima. W 1979 odkryto kolejną kolonię, na wyspie Minami-kojima przy południowym wybrzeżu Tajwanu.
W roku 1938 zaobserwowano pojedyncze albatrosy tego gatunku w archipelagu Midway, jednak nie stwierdzono, by tam gniazdowały. W 2008 roku 2 albatrosy połączyły się w parę. Oba były zaobrączkowane jako pisklęta, samica w roku 2003, a samiec w roku 1987. W 2011 po raz pierwszy na atolu Midway wykluło się pisklę tego gatunku. Mimo tsunami, przeżyło. W roku 2012 na Midway odnotowano już 5 osobników Pheobastria albatrus.
31 października 2010 roku zostało odkryte gniazdo w atolu Kure. Dorosły ptak wysiadywał w nim jajo, był to 17-letni osobnik zaobrączkowany w roku 1993. 8 listopada dostrzeżono także drugie jajo, świeżo zniesione.

## Środowisko
Albatros krótkosterny jest ptakiem morskim. Gniazduje na wyspach, w pozbawionych drzew otwartych terenach, z małą ilością lub brakiem roślinności.

## Morfologia
Wymiary średnie
- długość ciała: 84–91 cm
- rozpiętość skrzydeł: 213–229 cm

Charakterystyka
Od innych albatrosów wyróżnia go kremoworóżowy dziób, u starszych ptaków z niebieskawym zakończeniem. Najcięższy spośród ptaków z rodzaju Phoebastria, masa ciała wynosi 3,7–6,6 kg. Jest największy spośród północnopacyficznych albatrosów. Podobnie jak inni przedstawiciele rodziny Diomedeidae cechują go wąskie i długie skrzydła. Należy do rurkonosych, ma więc charakterystyczne, osłonięte nozdrza. Pióra osobników młodocianych, początkowo brunatne, z wiekiem bieleją. Głowa dorosłych osobników może być zarówno biała, jak i złotawa. Wierzch ciała biały, skrzydła czarno-białe. Ogon o długości 14–15,2 cm ma czarne zakończenie.
Zazwyczaj milczy.

## Pożywienie
Albatros krótkosterny żywi się kałamarnicami, skorupiakami, ikrą ryb z rodziny ptaszorowatych oraz krewetkami. Zwykle żeruje o świcie lub zmierzchu. Wiadome jest, że mogą przebywać około 3200 km od miejsca, gdzie gniazdują, by znaleźć pożywienie.

## Lęgi
Około roku 2008 istniało ok. 450 par lęgowych, z czego 83% zamieszkiwało wyspę Tori-shima. Albatrosy krótkosterne mogą się rozmnażać po 7–8 latach, często tworząc pary na całe życie. Pierwsze ptaki przybywają do kolonii pod koniec października. Gniazdo mieści się na ziemi, a tworzą je piasek, roślinność (krzewy) i gruz wulkaniczny. W lęgu jest tylko jedno jajo. Wysiadują je oboje rodzice przez około 65 dni. Wyklucie następuje z końcem grudnia lub początkiem stycznia. Pisklę jest karmione poprzez zwracanie z wola pokarmu, który stanowią zmieszane ikra ryb z rodziny ptaszorowatych i ciekły tłuszcz z kałamarnic. Między majem i połową czerwca dorosłe ptaki zaczynają opuszczać kolonię. Zwykle pisklęta są już wówczas opierzone.

## Zagrożenia, ochrona i liczebność

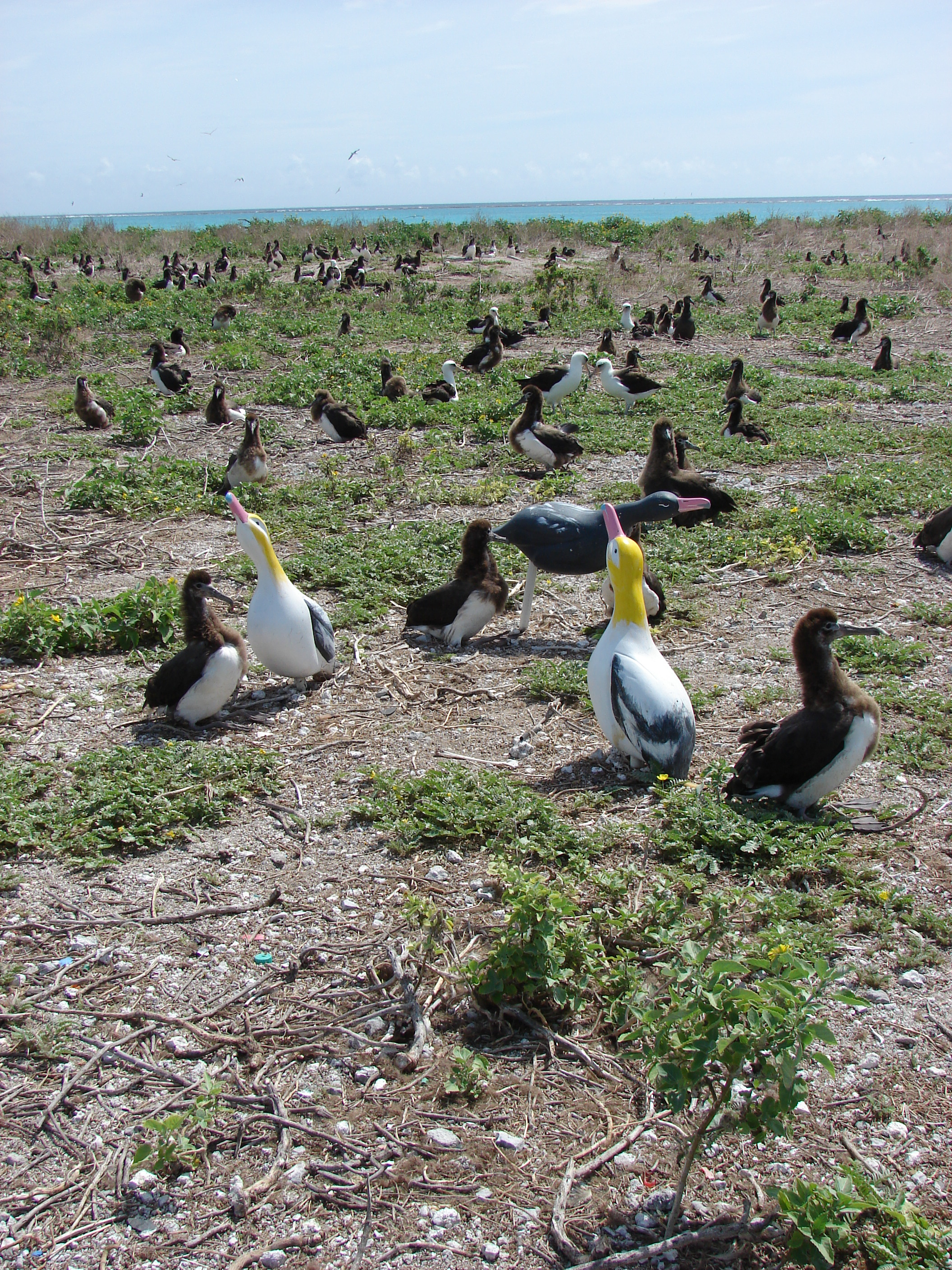
Makiety albatrosów krótkosternych, wśród których spacerują osobniki młodociane i kilka dorosłych

Od roku 2000 IUCN klasyfikuje albatrosa krótkosternego jako gatunek narażony (VU – Vulnerable). Wcześniej – od 1994 roku – miał status gatunku zagrożonego (EN – Endangered).
Na przestrzeni 17 lat na początku XX wieku zabitych zostało dla piór pięć milionów przedstawicieli Phoebastria albatrus. W roku 1933, gdy zabroniono polowań na nie, populacja liczyła zaledwie 3–50 ptaków. W roku 1949 żadne ptaki tego gatunku nie gniazdowały już w znanych miejscach.
W 1950 ze stacji na wyspie Tori-shima doszło zgłoszenie o lęgu. W roku 1954 było tam już 25 ptaków, w tym co najmniej 6 par. Jedno z pierwszych działań ochronnych zostało podjęte na wyspie Tori-shima. Do roku 1965 znajdowała się tam stacja meteorologiczna, jednak została zniszczona przez trzęsienia ziemi i aktywność wulkaniczną.
W kwietniu 1973 roku naukowiec Hiroshi Hasegawa postanowił ustabilizować kruche zbocza na wyspie, by jaja ptaków nie ulegały uszkodzeniu staczając się w dół. Zbudował także zaporę z kamieni, by gniazda nie były zalewane. W 1995 r. sztorm zniszczył zasadzone przez Hasegawę trawy z rodzaju miskantów. Hasegawa spróbował także zwabić ptaki w inne, bezpieczniejsze miejsce, tworząc figury albatrosa krótkosternego i odtwarzając nagrania jego odgłosów. W roku 1995 dwa ptaki przeniosły się w miejsce dawnej stacji meteorologicznej i do roku 2003 miały 6 piskląt. W grudniu 2004 roku 3 inne pary tych ptaków również się tam przeniosły i w 2007 roku wszystkie cztery pary doczekały się razem 16 piskląt. W maju 2002 roku, gdy Hiroshi Hasegawa odwiedził wyspę po raz osiemnasty, obliczył, że główną kolonię lęgową zamieszkuje 1415 ptaków, a na pobliskich wyspach (poza kolonią) przebywa ich 260.
Tori-shima jest wyspą wulkaniczną. W sierpniu 2002 roku nastąpiła erupcja, która zagroziła istnieniu kolonii. Innymi czynnikami zagrażającymi temu gatunkowi (oraz innym ptakom morskim) są wycieki ropy, przypadkowe spożycie plastiku lub złapanie się w sieć rybacką.
Obecnie albatrosy krótkosterne nie gniazdują już na wyspach z archipelagów Ogasawara i Daitō oraz niektórych wyspach archipelagu Senkaku. Wyspami, których albatros krótkosterny już nie zamieszkuje, są: Nishinoshima (wyspa Rosario), Mukojima, Yomeshima, Kitanoshima, Kita-Daidojima, Minami-daitojima, Okino-daitojima, Kobisho, Uotsurijima, Iwojima, Agincourt i Byosho.
Pod koniec sezonu lęgowego 2013/2014 żyło 4200 albatrosów krótkosternych, w tym 3540 na wyspie Tori-shima, 650 na dwóch wyspach na Morzu Wschodniochińskim (Minami-kojima i Kita-kojima) i 10 na wyspach Ogasawara.